# Krosstindur (bergstopp)
Krosstindur är en bergstopp i republiken Island. Den ligger i regionen Austurland, 400 km öster om huvudstaden Reykjavík. Toppen på Krosstindur är 750 meter över havet.
Närmaste större samhälle är Djúpivogur, omkring 10 kilometer sydväst om Krosstindur.